# 西蒙·羅拔臣

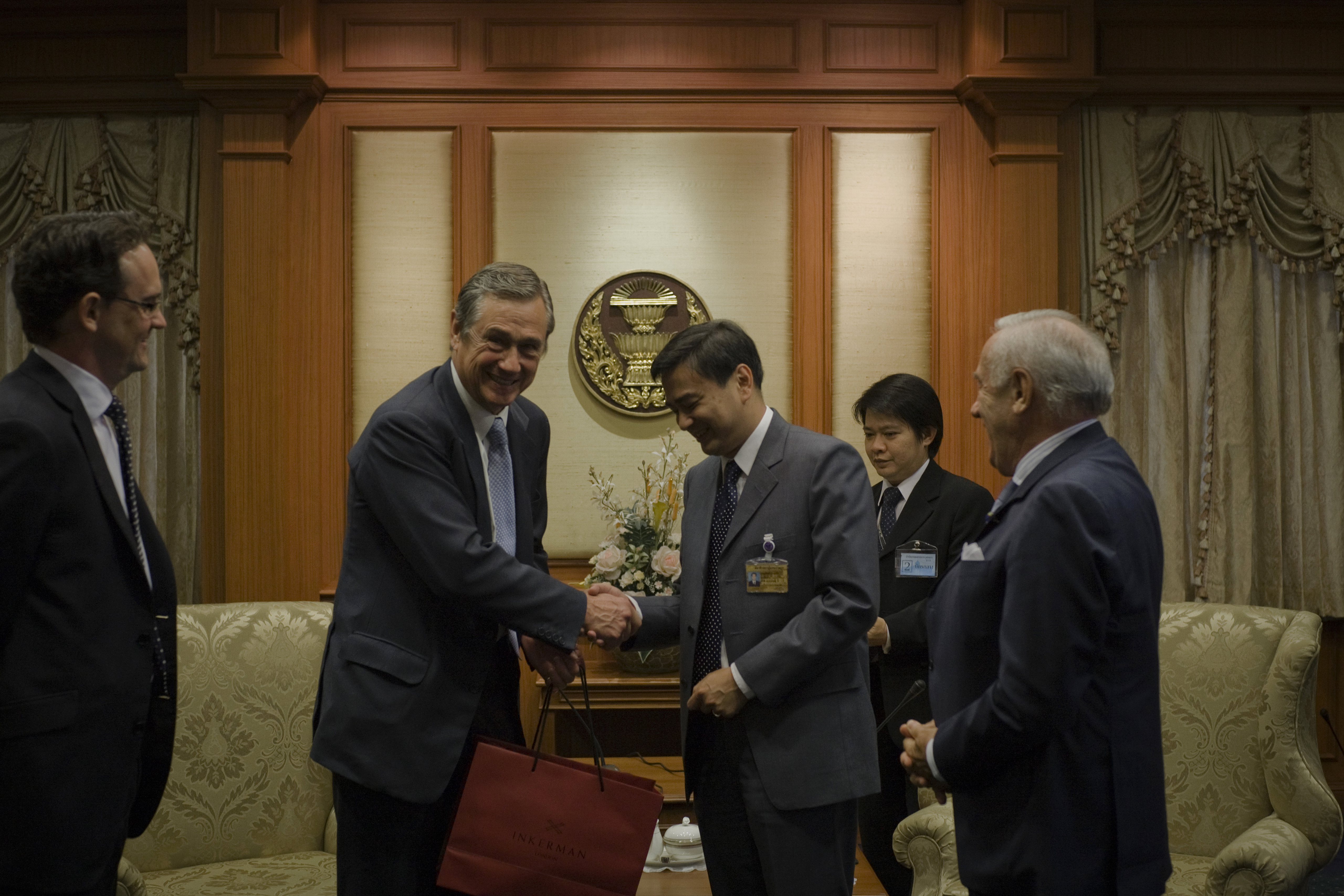
西蒙·羅拔臣爵士（左）及泰國總理（時任） 阿披實·威差奇瓦（右）。

西蒙·敏寧·羅拔臣爵士，港譯駱耀文爵士（英語：Sir Simon Manwaring Robertson，1941年3月4日—），英國銀行家和商人。

## 軼事
西蒙·羅拔臣畢業於伊顿公学。
他在佳連沃·本遜工作達至34年，而當時為董事會主席。他之後委任美國高盛旗下高盛歐洲總裁。2004年，委任罗尔斯·罗伊斯董事會成員，其後在2005年委任董事會非執行主席，但在2012年卸任該職位。他也是匯豐控股有限公司、經濟學人和貝瑞兄弟與路德董事會成員。此外，他擔任英之傑、Invensys和倫敦證券交易所董事，之後便自立門戶，名為西蒙·羅拔臣聯合營運公司。此外也是30%委員會成員主席，這個是以富時100指數成分股內，最少30%在董事會內有女性工作。
而在2016年4月22日，於匯豐控股有限公司股東大會完結後退任董事，意味著結束10年管理工作。
公職方面，為皇家歌劇院、伊頓項目信託董事會成員。他是韋氏會會員，他在2010年，授封為爵位，他也是英國保守黨基金會成員，他捐出9500萬英鎊。
羅拔臣獲2010年英女皇榮譽壽辰封為下級勳位爵士，以表揚傑出商界和服務行業成就貢獻。